# (100416) Syang
(100416) Syang est un astéroïde de la ceinture principale, de la famille de Hungaria.

## Description
(100416) Syang est un astéroïde de la ceinture principale, de la famille de Hungaria. Il présente une orbite caractérisée par un demi-grand axe de 1,92 UA, une excentricité de 0,12 et une inclinaison de 17,3° par rapport à l'écliptique. Il porte le nom de l'astronome canadien Stephenson Yang.

## Compléments